# Щербаков, Александр Александрович (лётчик)
Александр Александрович Щербако́в (1925—2013) — Герой Советского Союза (1971), заслуженный лётчик-испытатель СССР (1967), полковник (1962), кандидат технических наук (1986).

## Биография

Могила А. А. Щербакова на Новодевичьем кладбище Москвы

Родился 15 сентября 1925 года в посёлке Сормово (находящемся сейчас в черте города Нижний Новгород) в семье государственного и партийного деятеля Александра Сергеевича Щербакова. Детство и юность провёл в Москве.
В армии с 1943 года. В 1943 году окончил Вязниковскую военную авиационную школу лётчиков, затем служил в строевых частях ВВС.
Участник Великой Отечественной войны, попал на фронт в 1944 году, сбил один самолёт.
В 1951 году окончил Военно-воздушную академию имени Н. Е. Жуковского. В 1951 — лётчик-испытатель ГК НИИ ВВС. В 1953 году окончил Школу лётчиков-испытателей. С июня 1953 по ноябрь 1986 — на лётно-испытательной работе в ЛИИ.
Провёл испытания на штопор: МиГ-17ЛЛ (1956), МиГ-19 (1958), МиГ-19С (1959), Як-25РВ (1960), Як-27Р (1960), МиГ-21Ф-13 (1961), Су-9 (1962), Су-7Б (1962), Су-9У (1963), МиГ-21У (1963), Як-28Л (1965), Як-28П (1966), Су-7УБ (1967—1968, 1971), МиГ-25П (1969, 1972), МиГ-23 (1970), МиГ-23УБ (1972), МиГ-27 (1973), Су-24 (1974), Су-25 (1982).
Провёл также большое количество испытаний многих самолётов-истребителей на критические режимы полёта.
С 1986 года — в отставке. Жил в Москве. Работал ведущим инженером в ОКБ имени А. И. Микояна. Умер 29 ноября 2013 года. Похоронен на Новодевичьем кладбище.
1 декабря 2014 года на его могиле был установлен памятник.

## Семья
Первая жена — Петрова Валентина Филипповна (1922—2012), солистка балета Большого театра.
Вторая жена — Щербакова (Тренина) Нинель Станиславовна (род. 1928), педагог.
Дочь от первого брака — Щербакова Елена Александровна (род. 1952), народная артистка России, лауреат премии Правительства РФ, художественный руководитель-директор Государственного академического ансамбля народного танца имени Игоря Моисеева.
Внук — Нечаев Антон Валерьевич (род. 1979). Окончил МГИМО.

## Награды
За мужество и героизм, проявленные при испытании новой авиационной техники, полковнику Щербакову Александру Александровичу 26 апреля 1971 года присвоено звание Героя Советского Союза с вручением ордена Ленина и медали «Золотая Звезда» (№ 11398).
Также награждён: орденами Красного Знамени, Отечественной войны 1-й и 2-й степени, Трудового Красного Знамени, медалями.

## Сочинения
- Александр Александрович Щербаков. Летчики, самолеты, испытания. — МИК, 2010. — 221 с. — ISBN 9785879022131.